# 나카마 유키에
나카마 유키에(일본어: 仲間 由紀恵, 1979년 10월 30일 ~ )는 일본의 배우이다. 오키나와현 우라소에시에서 태어났으며 프로덕션 오기 소속이다.

## 경력
1993년, 쿠도 시즈카를 동경해, 고향의 탤런트 양성 학교 〈오키나와 탤런트 아카데미〉에 입학했다. 1994년, 오키나와 TV 방송 《푸른 여름》의 일반 공모 오디션에서 그랑프리를 차지해, 드라마로 데뷔했다. 1995년, 《푸른 여름》의 드라마 프로듀서로부터 프로덕션 오기를 소개받는다. 쿠도 시즈카의 소속 사무소였던 것에도 연을 느껴 상경했다. 1996년 도쿄 퍼포먼스 돌에 잠시 재적했고 영화 《토모코의 경우》에 출연했다. 이후 코무로 테츠야의 음악 프로그램 《TK MUSIC CLAMP》의 엔딩 곡 〈MOONLIGHT to DAYBREAK〉로 가수로 데뷔했고 《트루 러브 스토리》의 CM 출연, 및 주제가를 담당했다.
1997년 텔레비전 애니메이션 《HAUNTED 정션》으로 성우로 데뷔했고 오프닝과 엔딩 주제가도 담당했다. 《게르겟 쇼킹 센터》 (닛폰 방송)의 수요일 어시스턴트를 반 년간 담당했다. 《행복색 사진관》으로 텔레비전 드라마 첫 주연을 맡았다. 《춤추는 대수사선 연말 특별 경계 스페셜》에 출연했다. 1998년 《기동전함 나데시코 -The prince of darkness-》 라피스 라줄리 역(성우)을 담당했다. 《밀리언 나이츠》 (TOKYO FM)의 수요일 레귤러를 담당했고 드라마 《신이시여, 조금만 더》에 출연했다.  1999년, 드라마 《너와 있던 미래를 위해서 ~I'll be back~》에 출연했다. 2000년 《링 0 버스데이》로 영화 첫 주연을 맡았다. 드라마 《TRICK》으로 주연. 이 드라마로 브레이크. 《TRICK》은 시리즈화되어, 스페셜판이나 극장판도 제작되어, 자신의 대표작이 되었다.
2002년 드라마 《고쿠센》으로 주연을 맡았고 드라마는 제3시리즈까지 이어져, 스페셜판이나 극장판이 제작되는 등, 《TRICK》과 나란히 자신의 대표작이 되었다. 《제53회 NHK 홍백가합전》에서 첫 홍백 게스트 심사원을 맡는다. 2005년, 《제56회 NHK 홍백가합전》에서 첫 홍백 사회를 맡는다. 2006년 대하드라마 《공명의 갈림길》로 주연을 맡았다. 《제57회 NHK 홍백가합전》에서 홍조 사회자로서 2회째의 홍백 사회를 맡는다. 2007년, 《나츠 히토리 -전해지지 않았던 편지》 (신바시 연무장)로 첫 좌장 공연을 맡는다. 2008년 《24시간 TV 〈사랑은 지구를 구한다〉》로 첫 채리티 퍼스낼리티를 맡는다. 《제59회 NHK 홍백가합전》에서 홍조 사회자로서 3회째의 홍백 사회를 맡는다 .2009년 후지 TV 개국 50주년 기념 드라마 제2탄 목요극장 《흔히 있는 기적》으로 주연을 맡았다. 《제60회 NHK 홍백가합전》에서 홍조 사회자로서 4회째의 홍백 사회를 맡는다.
2010년 《제61회 NHK 홍백가합전》에서 2회째의 홍백 게스트 심사원을 맡는다. 2011년 드라마 《아름다운 이웃》에서는 주연으로 악역을 연기해, 새로운 영역을 개척했다. 2014년, NHK 연속 TV 소설 《하나코와 앤》으로 요시타카 유리코가 연기하는 무라오카 하나코의 친구인 하야마 렌코를 연기한다.

## 개인사
히노데 여자 학원 고등학교를 전일제로 졸업했다. 5인 형제 중 막내이고, 보통 자동차 면허, 스쿠버 다이빙, 2급 소형 선박 조종사 자격을 갖고 있다. 특기는 류큐 무용으로, 기능은 사범 대리 레벨이다.
2014년 9월 18일, 타나카 테츠시와의 결혼했고 같은 날에 입적을 발표했다. 2018년 6월 제왕절개로 쌍둥이 아들을 출산했다.

## 출연

### 드라마
- 푸른 여름 (1994년, 오키나와 TV)
- 일본에서 가장 짧은 어머니께의 편지 2 제4화 (1995년 10월 14일, 닛폰 TV)
- 기묘한 이야기 (후지 TV)
  - 겨울 특별편 〈추적〉 (1996년 1월 6일)
  - 2012년 봄 특별편 〈스위트 메모리〉 (2012년 4월 21일) - 주연
- 도련님 (1996년, TBS)
- 더 이상 참을 수 없어 (1996년 7월 ~ 9월, 칸사이 TV)
- 장난스런 Kiss (1996년 10월 ~ 12월, TV 아사히) - 학생 역
- 명탐정 보건실 아줌마 제9화 (1997년 3월 3일, TV 아사히)
- 목요 괴담 '97 〈악령 학원〉 (1997년 5월, 후지 TV)
- 망령 극장 (1997년 6월 ~ 7월, 닛폰 TV)
- D×D 제4화 (1997년 7월 26일, 닛폰 TV)
- 행복색 사진관 (1997년 12월 15일 ~ 18일, NHK) - 주연
- 춤추는 대수사선 연말 특별 경계 스페셜 (1997년 12월 30일, 후지 TV)
- 투명 소녀 에어 (1998년 2월 ~ 3월, TV 아사히)
- 애달프다 제14화 〈타임캡슐〉 (1998년 4월, TV 아사히)
- 연속 TV 소설 (NHK)
  - 텐우라라 (1998년 4월 ~ 10월)
  - 하나코와 앤 (2014년 4월 ~ 9월) - 하야마 렌코 역
- 신이시여, 조금만 더 (1998년 7월 ~ 9월, 후지 TV) - 카오루 역
- 달려라 공무원! 제5화 (1998년 11월 10일, 후지 TV)
- 너와 있던 미래를 위해서 ~I'll be back~ (1999년 1월 ~ 3월, 닛폰 TV)
- P.S. 잘 있습니다, 슌페이 (1999년 6월 ~ 9월, TBS)
- 2000년의 사랑 (2000년 1월 ~ 3월, 후지 TV) - 마시로 마리아
- TRICK 시리즈 (TV 아사히) - 주연·야마다 나오코 역
  - TRICK (2000년 7월 ~ 9월)
  - TRICK2 (2002년 1월 ~ 3월)
  - TRICK-Troisieme partie- (2003년 10월 ~ 12월)
  - TRICK 신작 스페셜 (2005년 11월 13일)
  - TRICK 신작 스페셜 2 (2010년 5월 15일)
  - TRICK 신작 스페셜 3 (2014년 1월 12일)
  - 경부보 야베 켄조 제5화 (2010년 5월 7일, TV 아사히) - 야마다 나오코 역 (우정 출연)
  - 경부보 야베 켄조 2 최종화 (2013년 8월 30일, TV 아사히) - 야마다 나오코 역
- 대하드라마 (NHK)
  - 아오이 토쿠가와 삼대 최종화 (2000년 12월 17일)
  - 무사시 MUSASHI (2003년 1월 ~ 12월)
  - 공명의 갈림길 (2006년 1월 ~ 12월) - 주연·치요 역
- FACE~낯선 연인~ (2001년 1월 ~ 3월, 닛폰 TV) - 주연
- 내일이 있잖아 (2001년 4월 ~ 6월, 닛폰 TV)
- 우소코이 (2001년 7월 ~ 9월, 칸사이 TV)
- 고쿠센 시리즈 (닛폰 TV) - 주연·야마구치 쿠미코 역
  - 고쿠센 제1시리즈 (2002년 4월 ~ 7월)
  - 고쿠센 제1시리즈 졸업 스페셜 (2003년 3월 26일)
  - 고쿠센 제2시리즈 (2005년 1월 ~ 3월)
  - 고쿠센 동창회 스페셜 (2005년 10월 8일)
  - 고쿠센 제3시리즈 (2008년 4월 ~ 6월)
  - 고쿠센 제3시리즈 졸업 스페셜 (2009년 3월 28일)
- 나이트 호스피털~병원은 잠들지 않는다~ (2002년 10월 ~ 12월, 요미우리 TV) - 주연·모리사와 마키 역
- 얼굴 (2003년 4월 ~ 6월, 후지 TV) - 주연·히라노 미즈호 역
- 금요 엔터테인먼트 정말로 있었던 무서운 이야기 스페셜 3 〈병동 기담〉 (2003년 9월 5일, 후지 TV)
- 사탕수수밭의 노래 (2003년 9월 28일, TBS)
- 란포R 제3화 (2004년 1월 26일, 닛폰 TV) 이시다 리에 역
- 동경 만경~Destiny of Love (2004년 7월 ~ 9월, 후지 TV) - 주연·키모토 미카 역
- 남동생 (2004년 11월 17일 ~ 21일, TV 아사히)
- 하루와 나츠 전해지지 않았던 편지 (2005년 10월 2일 ~ 6일, NHK)
- 사토미 팔견전 (2006년 1월 2일 ~ 3일, TBS) - 후세히메 역
- 대단한 곳으로 시집 와 버렸네! (2007년 1월 ~ 3월, TV 아사히) - 주연·마키무라 키미코 역/야마모토 키미코 역
- 엘리트 양키 사부로 (2007년 4월 ~ 6월, TV 도쿄)
- 토요 프리미엄 〈시마네의 변호사〉 (2007년 7월 14일, 후지 TV) - 주연
- 해바라기~나츠메 마사코 27년의 생애와 어머니의 사랑 (2007년 9월 16일, TBS) - 주연
- 죠시데카!-여자 형사- (2007년 10월 ~ 12월, TBS) - 주연·하타케야마 쿠루미 역
- 네네~여자 타이코키 (2009년 1월 2일, TV 도쿄) - 주연
- 흔히 있는 기적 (2009년 1월 2일, 후지 TV) - 주연·나카조 카나 역
- MR.BRAIN 제5 ~ 6화 (2009년 6월 20일 ~ 27일, TBS)
- 언터처블~사건 기자 나루미 료코~ (2009년 10월 ~ 12월, ABC TV·TV 아사히) - 주연·나루미 료코 역
- TBS 개국 60주년 기념 드라마 〈99년의 사랑~JAPANESE AMERICANS~〉 (2010년 11월 3일 ~ 7일, TBS) - 주연·히라마츠(마츠자와) 시노부 역
- 금요 프레스테이지 특별 기획 〈시선〉 (2010년 12월 17일, 후지 TV) - 주연
- 아름다운 이웃 (2011년 1월 ~ 3월, 칸사이 TV) - 주연
- 템페스트 (2011년 7월 ~ 9월, NHK BS 프리미엄) - 주연·미즈루/손 네이온 역
- 남극대륙 (2011년 10월 ~ 12월, TBS)
- 금요 프레스테이지 특별 기획 (후지 TV) - 주연
- 악녀들의 메스 (2011년 12월 9일)
- 악녀들의 메스 episode2 (2012년 12월 21일)
- 무코다 쿠니코 신춘 드라마 스페셜 〈신부〉 (2012년 1월 2일, TBS)
- 연애 니트 (2012년 1월 ~ 3월, TBS) - 주연·키노시타 린 역
- 고스트 마마 수사선~나와 마마의 이상한 100일~ (2012년 7월 ~ 9월, 닛폰 TV) - 주연·우에하라 쵸코 역
- 사키 (2013년 1월 ~ 8월, 칸사이 TV) - 주연·아미하마 사키 역
- TV 아사히 개국 55주년 기념 쿠로사와 아키라 드라마 스페셜 〈죠이우치 배령 처 시말〉 (2013년 2월 9일, TV 아사히) - 이치 역
- 섬의 선생님 (2013년 5월 ~ 6월, NHK) - 주연·나츠무라 치히로 역
- 인생이 두근거리는 정리의 마법 (2013년 9월 27일, 요미우리 TV) - 주연·노리타 마키코 역
- 허니 트랩 (2013년 10월 ~ 12월, 후지 TV) - 엔도 나츠미 역
- 히가시노 케이고×아베 히로시 신춘 드라마 스페셜 “신참자” 카가 쿄이치로 〈잠자는 숲〉 (2014년 1월 2일, TBS)
- 후지 TV 개국 55주년 스페셜 드라마 모리 미츠코로 살았던 여자 (2014년 5월 9일, 후지 TV) - 주연·모리 미츠코 역
- 파트너 (TV 아사히) - 야시로 미야코 역
  - 파트너 season13 제1·10·15 ~ 16화 (2014년 10월 15일·2015년 1월 1일·2월 11일 ~ 18일)
  - 파트너 season15 (2016년 10월 12일 ~ 2017년 3월 22일)
  - 파트너 season16 (2017년 10월 18일 ~ 2018년 3월 14일)
  - 파트너 season17 설날 스페셜, 최종회 2시간 스페셜 (2019년 1월 1일, 2019년 3월 20일)
  - 파트너 season18 제1·2·최종회 스페셜 (2019년 10월 9일·2019년 10월 16일·2020년 3월 18일)
- SAKURA~사건을 듣는 여자~ (2014년 10월 ~ 12월, TBS) - 주연·미즈사와 사쿠라 역
- 미녀와 남자 (2015년 4월 ~ 8월, NHK) - 주연·사와타리 이치코 역
- 낙원 (2017년 1월 ~ , WOWOW) - 주연·마에하타 시게코 역
- TV 아사히 이틀 밤 연속 드라마 스페셜 아가사 크리스티 <그리고 아무도 없었다> (2017년 3월 25일, 26일) - 주연·시라미네 료 역
- 귀족 탐정 ( 2017년 4 - 6월, 후지 ) - 기리(목소리 출연)/스즈키 역
- 내일의 약속 ( 2017년 10월 - 12월) - 주연·요시오카 마키코 역
- 위장불륜 (2019년 7월 10일 ~ 2019년 9월 11일, 닛폰TV) - 주연·요시자와 요코 역
- 드라마 스페셜 해러스먼트 게임 아키츠VS카토쿠의 여자 (2020년 1월 10일, TV도쿄) - 사메지마 사에코 역
- 10의 비밀 (2020년 1월 14일 ~ 2020년 3월 17일, 칸사이TV) - 주연·센다이 유키코 역

### 영화
- 토모코의 경우 (1996년 8월, 토에이)
- 러브 & 팝 (1998년 1월, 러브 & 팝 제작 기구)
- 가메라 3 이리스 각성 (1999년 3월, 다이에이)
- 링 0 버스데이 (2000년 1월, 토호) - 주연
- 물에 빠진 물고기 (2001년 2월, 토에이)
- LOVE SONG (2001년 4월, SPE) - 주연
- 내일이 있잖아 THE MOVIE (2002년 10월, 토호)
- TRICK 시리즈 (토호) - 주연
  - TRICK 극장판 (2002년 11월)
  - TRICK 극장판 2 (2006년 6월)
  - 극장판 TRICK 영능력자 배틀로얄 (2010년 5월)
  - TRICK 극장판 라스트 스테이지 (2014년 1월)
- g@me (2003년 11월, 토호)
- SHINOBI (2005년 9월, 쇼치쿠) - 주연
- 오오쿠 (2006년 12월, 토에이) - 주연
- 나는 조개가 되고 싶다 (2008년 11월, 토호)
- 격정판 엘리트 양키 사부로 (2009년 2월, 토에이)
- 고쿠센 THE MOVIE (2009년 7월, 토호) - 주연
- 손 안의 행복 (2010년 1월, 고 시네마)
- FLOWERS -플라워즈- (2010년 6월, 토호)
- 무사의 가계부 (2010년 12월, 쇼치쿠)
- 류진 마부야 THE MOVIE 일곱 개의 마부이 (2012년 1월, 아스믹 에이스)
- 극장판 템페스트 3D (2012년 1월, 카도카와) - 주연
- 천공의 벌 (2015년 9월, 쇼치쿠)
- 파트너 -극장판 IV- (2017년, 토에이)
- 살아가는 거리 (2018년 8월) - 목소리 출연

### 애니메이션
- HAUNTED 정션 (1997년, TV 도쿄)
- 기동전함 나데시코 -The prince of darkness- (1998년, 토에이)
- 지오바니의 섬 (2014년, 워너 브라더스 영화)

### 무대
- 스타 탄생 (2004년, 아오야마 극장)
- 나츠 히토리 -전해지지 않았던 편지 (2007년, 신바시 연무장) - 주연
- 류큐 로마네스크 템페스트 (2011년, 아카사카 ACT 시어터/신 카부키좌)
- CBGK Premium Stage 리딩 드라마 〈Re:〉 (2012년, CBGK 시부게키!!)
- CBGK Premium Stage 리딩 드라마 〈Re:〉 Session2 (2012년, CBGK 시부게키!!)
- 방랑기 (2015년, 시어터 크리에) - 주연

## 음악
쿠보 코지 프로듀스로, 가수로서 활동했다.

### 나카마 유키에 with 다운로즈
2006년 1월 31일, au 텔레비전 CM의 이미지 캐릭터로서 구성된 유닛. 멤버 구성은 보컬이 나카마, MC 담당이 다운(후지타 마사노리), DJ 담당이 로즈(이다 아츠시)로, 공식 사이트도 만들어졌다.

### 싱글
1. MOONLIGHT to DAYBREAK (1996년 6월 24일)
2. トゥルー・ラブストーリー〜恋のように僕たちは〜 / 트루 러브 스토리~사랑처럼 우리는~ (1996년 12월 12일)
3. 心に私がふたりいる / 마음에 내가 두 명 있다 (1997년 5월 21일)
4. 負けない愛がきっとある / 지지 않는 사랑이 분명 있다 (1997년 8월 1일)
5. 遠い日のメロディー / 먼 날의 멜로디 (1997년 11월 21일)
6. 青い鳥 / 푸른 새 (1998년 11월 26일)
7. Birthday (2000년 2월 2일)
8. 愛してる / 사랑해 (2001년 2월 21일)
9. 恋のダウンロード / 사랑의 다운로드 (2006년 3월 15일)
  - 나카마 유키에 with 다운로즈 명의
10. 恋は無期限 / 사랑은 무기한 (다운로드 한정)
  - 나카마 유키에 with 다운로즈 명의

### 앨범
1. 遠い日のメロディー / 먼 날의 멜로디 (1998년 1월 21일)

## 수상
- 제33회 더 텔레비전 드라마 아카데미상 주연 여우상 (《고쿠센 (제1시리즈)》)
- 제37회 더 텔레비전 드라마 아카데미상 주연 여우상 (《얼굴》)
- 제39회 더 텔레비전 드라마 아카데미상 주연 여우상 (《TRICK-Troisieme partie-》)
- 제42회 더 텔레비전 드라마 아카데미상 베스트 드레서상 (《동경 만경~Destiny of Love》)
- 제44회 더 텔레비전 드라마 아카데미상 주연 여우상 (《고쿠센 (제2시리즈)》)
- 제14회 하시다상 수상
- 제57회 더 텔레비전 드라마 아카데미상 주연 여우상 (《고쿠센 (제3시리즈)》)
- 제31회 일본 아카데미상 우수 주연 여우상 (《오오쿠》)
- 제32회 일본 아카데미상 우수 주연 여우상 (《나는 조개가 되고 싶다》)
- 2011년 겨울 쿨 드라마 오브 더 이어 주연 여우상 (《아름다운 이웃》)
- 제82회 더 텔레비전 드라마 아카데미상 조연 여우상 (《하나코와 앤》)[3]